# Mutya Buena

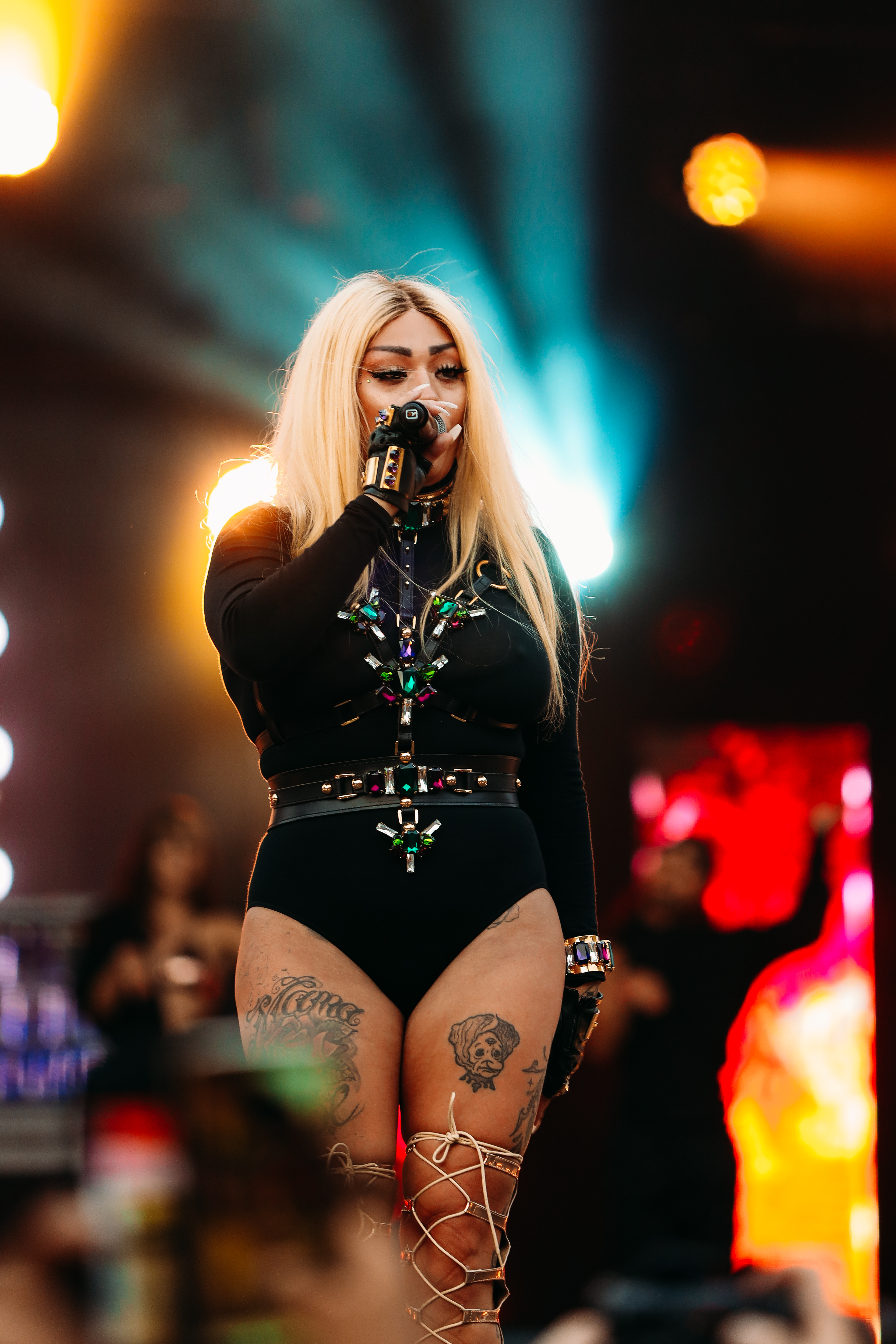
Mutya Buena (2019)

Rosa Isabel Mutya Buena (* 21. Mai 1985 in Kingsbury, London) ist eine britische Sängerin und eines der drei Gründungsmitglieder der Popgruppe Sugababes. Aktuell singt sie in der Band Mutya Keisha Siobhan, die seit 2019 wieder als Sugababes firmieren darf.

## Biografie
Buenas Mutter ist Irin, ihr Vater stammt von den Philippinen. Sie hat fünf Brüder und zwei jüngere Schwestern. Eine weitere Schwester starb 2002. Ihr widmete Buena 2003 den Song Maya, der auf dem dritten Sugababes-Album Three veröffentlicht wurde. Im März 2005 brachte sie eine Tochter zur Welt. Heute lebt sie mit ihrem Lebensgefährten und ihrer Tochter in Kingsbury.

## Karriere

### 1998–2005: Sugababes
Buena lud ihre Freundin Keisha Buchanan zu Studioaufnahmen ein, die für sie und Siobhán Donaghy geplant waren. Der Manager der beiden beschloss daraufhin, dass die drei als Trio zusammenarbeiten sollten. Sie gründeten die Sugababes. Zusammen veröffentlichten sie das Album One Touch, bevor Donaghy 2001 von Heidi Range ersetzt wurde und sie im darauffolgenden Jahr mit dem Album Angels with Dirty Faces ihren Durchbruch feierten. Es folgten vier Nummer-1-Singles und zwei weitere erfolgreiche Alben, bevor Buena am 21. Dezember 2005 ihren Ausstieg bei den Sugababes verkündete. Sie wurde daraufhin durch Amelle Berrabah ersetzt.

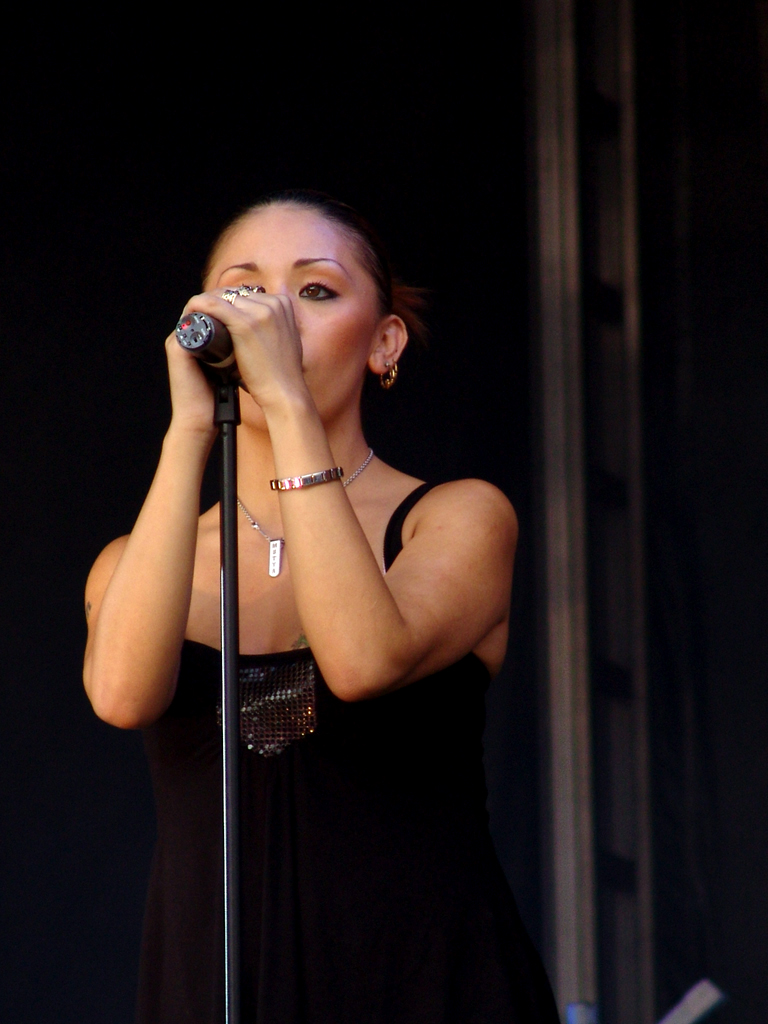
Mutya Buena bei einem Konzert in Bristol (2004)

### 2006 bis 2012: Solokarriere
Nachdem Buena die Sugababes verlassen hatte, begann sie mit den Arbeiten an ihrem Soloalbum, das sie bei Universal Records veröffentlichte. Ende 2006 brachte sie zusammen mit George Michael das Duett This Is Not Real Love heraus. Ohne Video-Promotion erreichte die Single in Großbritannien Platz 15. Ihr Debütalbum, Real Girl, erschien im Mai 2006 in Großbritannien und Irland, wo es die Top 10 erreichte.
Die erste aktiv beworbene Single Real Girl wurde am 3. April 2007 veröffentlicht und erreichte Platz 2 der UK-Charts. Der Song sampelt den Song It Ain’t Over Till It’s Over von Lenny Kravitz. Als Nächstes veröffentlichte sie Song 4 Mutya (Out of Control), eine Zusammenarbeit mit Groove Armada. Dieser Song erreichte Platz 8 der Charts. Die vierte Single, Just a Little Bit, erreichte Platz 65. Später arbeitete sie zusammen mit Amy Winehouse, mit der sie eine Coverversion des Songs Be My Baby der Ronettes  veröffentlichte. Der Song erhielt den Namen B Boy Baby und erreichte Platz 73 in den UK-Single-Charts.
Im Februar 2008 trennte sich das Plattenlabel von ihr.
Kurze Zeit später hatte sie einen Auftritt bei Celebrity Big Brother.
Im Jahr 2009 war sie als mitwirkende Künstlerin in verschiedenen Musikvideos zu sehen, welche aber alle keinen großen kommerziellen Erfolg hatten. So war sie auf dem Song Be With You von Asher D zu hören, genauso wie im Song The Time Is Now von Don-E. Außerdem arbeitete sie mit Agent X an dessen Song Fallin sowie mit Tah Mac an dessen Song Give Back. Später in diesem Jahr trat sie einer Vereinigung von Künstlern aus den USA, Jamaika und Großbritannien bei, welche an dem Debüt-Song des Duos NightShift mit dem Namen Can You Persuade Me arbeiteten.
Im September 2010 steuerte sie sechs Songs für das Album The Sound of Camden bei, wofür sie Rocksongs von Bands wie U2, Iron Maiden und Pixies coverte. Das Album ist allerdings nur auf dem „Camden Town“-Markt in London sowie über iTunes erhältlich.
Obwohl sie verkündet hatte, der Musikindustrie den Rücken zu kehren, arbeitete sie kurz darauf wieder an einem Song. Im Januar 2011 wurde die Zusammenarbeit mit der Gruppe City Boy Soul, Be Ok, digital veröffentlicht. Außerdem arbeitete sie an dem Song Give Me Love des DJs und Produzenten Paul Morrell mit. Der Song erschien am 2. Mai 2011.

### Seit 2012: Mutya Keisha Siobhan und wiederum Sugababes
Am 20. Juli 2012 wurde über Siobhan Donaghys Twitter-Account sowie über die Musikwebseite Popjustice bekanntgegeben, dass sich die Ursprungsmitglieder der Sugababes unter neuem Namen reformiert haben. Seitdem tritt die Band unter dem Namen Mutya Keisha Siobhan auf, die seit 2019 wieder als Sugababes firmieren darf..

## Diskografie

### Studioalben
| Jahr | Titel     | Höchstplatzierung, Gesamtwochen, AuszeichnungChartplatzierungen (Jahr, Titel, Platzierungen, Wochen, Auszeichnungen, Anmerkungen) | Höchstplatzierung, Gesamtwochen, AuszeichnungChartplatzierungen (Jahr, Titel, Platzierungen, Wochen, Auszeichnungen, Anmerkungen) | Höchstplatzierung, Gesamtwochen, AuszeichnungChartplatzierungen (Jahr, Titel, Platzierungen, Wochen, Auszeichnungen, Anmerkungen) | Höchstplatzierung, Gesamtwochen, AuszeichnungChartplatzierungen (Jahr, Titel, Platzierungen, Wochen, Auszeichnungen, Anmerkungen) | Anmerkungen                         |
| Jahr | Titel     | DE | AT | CH | UK | Anmerkungen                         |
| ---- | --------- | --- | --- | --- | --- | ----------------------------------- |
| 2007 | Real Girl | — | — | CH66 (2 Wo.)CH | UK10 Gold · (10 Wo.)UK | Erstveröffentlichung: 13. Juni 2007 |

### Singles
| Jahr | Titel Album                             | Höchstplatzierung, Gesamtwochen, AuszeichnungChartplatzierungen (Jahr, Titel, Album, Platzierungen, Wochen, Auszeichnungen, Anmerkungen) | Höchstplatzierung, Gesamtwochen, AuszeichnungChartplatzierungen (Jahr, Titel, Album, Platzierungen, Wochen, Auszeichnungen, Anmerkungen) | Höchstplatzierung, Gesamtwochen, AuszeichnungChartplatzierungen (Jahr, Titel, Album, Platzierungen, Wochen, Auszeichnungen, Anmerkungen) | Höchstplatzierung, Gesamtwochen, AuszeichnungChartplatzierungen (Jahr, Titel, Album, Platzierungen, Wochen, Auszeichnungen, Anmerkungen) | Anmerkungen                                               |
| Jahr | Titel Album                             | DE | AT | CH | UK | Anmerkungen                                               |
| ---- | --------------------------------------- | --- | --- | --- | --- | --------------------------------------------------------- |
| 2006 | This Is Not Real Love Real Girl         | — | AT62 (2 Wo.)AT | CH36 (5 Wo.)CH | UK15 (4 Wo.)UK | Erstveröffentlichung: 3. November 2006 mit George Michael |
| 2007 | Real Girl                               | DE40 (9 Wo.)DE | AT46 (14 Wo.)AT | CH53 (7 Wo.)CH | UK2 (13 Wo.)UK | Erstveröffentlichung: 22. Juni 2007                       |
| 2007 | Song 4 Mutya (Out of Control) Real Girl | — | — | — | UK8 (11 Wo.)UK | Erstveröffentlichung: 2007 mit Groove Armada              |
| 2007 | Just a Little Bit Real Girl             | — | — | — | UK65 (1 Wo.)UK | Erstveröffentlichung: 2007                                |
| 2008 | B Boy Baby Real Girl                    | — | — | — | UK73 (2 Wo.)UK | Erstveröffentlichung: 2008 feat. Amy Winehouse            |